# 张之强
 张之强（1915年9月—2005年4月24日）， 河南孟县人，中共党员。曾任中国协和医学院政委（1951年-）、中国医学科学院党委书记（1958年-），卫生部副部长。他为协和医学院的第三次复校和中国医学科学院、中国协和医科大学的创建，发挥了巨大贡献。

## 简历
1936年参加中华民族解放先锋队。1938年加入中共。曾任陕甘宁边区绥德警备区联络科科长、豫西军分区情报处处长、晋冀鲁豫军区第四纵队敌工部部长、豫陕鄂军政大学教育长。
1949年后历任中国协和医学院政委、中国医学科学院党委书记，1965年任卫生部政治部主任，1975年任卫生部副部长。1982年离休。